# María Magdalena Sepúlveda Carmona
María Magdalena Sepúlveda Carmona (Viña del Mar, 16 de marzo de 1971) es una abogada, investigadora y activista de derechos humanos chilena.
Desde octubre de 2024 es directora del Instituto de Investigación de las Naciones Unidas para el Desarrollo Social (UNRISD).Anteriormente fue Directora Ejecutiva de la Iniciativa Global por los Derechos Económicos, Sociales y Culturales (GI-ESCR).
Es miembro de la Comisión Independiente para la Reforma de la Fiscalidad Corporativa Internacional (ICRICT)y del Panel de Alto Nivel de las Naciones Unidas (ONU) sobre Responsabilidad Financiera Internacional, Transparencia e Integridad para Alcanzar la Agenda 2030.Sepúlveda ha sido Comisionada desde 2014, junto con economistas como Joseph Stiglitz, Wayne Swan y Thomas Piketty.

## Biografía

### Formación
Realizó sus estudios en el Colegio Sagrado Corazón, en Viña del Mar.
Estudió la carrera de Derecho en la Universidad de Valparaíso, donde se graduó como abogada en 1994.
Complementó su formación con una maestría en Derecho de los Derechos Humanos, con distinción, de la Universidad de Essex (Reino Unido) en 1999.
Obtuvo diplomas en derecho comparado en la Pontificia Universidad Católica de Chile (1996), y en derechos humanos en la Universidad Carlos III de Madrid (1998) y el Instituto Universitario Europeo (1999). En 2001, obtuvo su Doctorado en Derecho Internacional de los Derechos Humanos de la Universidad de Utrecht (Países Bajos).

### Actividad profesional
Se desempeñó como investigadora en el Instituto Holandés de Investigación en Derechos Humanos.
En 2002 ejerció como abogada para la Corte Interamericana de Derechos Humanos, en Costa Rica.Entre 2002 y 2004 fue codirectora del Programa de Derecho Internacional y Derechos Humanos en la Universidad para la Paz, San José, Costa Rica.
De 2006 a 2012 fue directora de investigación en el Consejo Internacional de Políticas de Derechos Humanos, Ginebra.
En marzo de 2008, fue designada Experta Independiente en la cuestión de los derechos humanos y la pobreza extrema por el Consejo de Derechos Humanos, asumiendo sus funciones el 1 de mayo de ese año.
En junio de 2011, el Consejo de Derechos Humanos amplió el mandato sobre pobreza extrema y derechos humanos, y cambió su título a Relatora Especial sobre Pobreza Extrema y Derechos Humanos, convirtiéndose en la primera Relatora Especial en ese tema.Durante su tiempo como Relatora Especial, Sepúlveda redactó los Principios rectores sobre la extrema pobreza y los derechos humanos, que presentó al Consejo de Derechos Humanos en su 21ª sesión. Mantuvo este rol hasta 2014.
El 27 de septiembre de 2012, el Consejo de Derechos Humanos adoptó los Principios en la resolución 21/11.El 20 de diciembre de 2012, la Asamblea General de la ONU adoptó una resolución sobre los derechos humanos y la pobreza extrema en la que "toma nota con aprecio de los principios rectores sobre la pobreza extrema y los derechos humanos, adoptados por el Consejo de Derechos Humanos en su resolución 21/11 como una herramienta útil para los Estados en la formulación e implementación de políticas de reducción y erradicación de la pobreza, según corresponda".
En dos ocasiones, de 2013 a 2015 y de 2015 a 2017, fue miembro del Panel de Expertos de Alto Nivel en Seguridad Alimentaria y Nutricional del Comité de Seguridad Alimentaria Mundial (CSA) de las Naciones Unidas, para servir como uno de los miembros del Comité Directivo del panel de expertos.
Fue investigadora principal en el Instituto de Investigación de las Naciones Unidas para el Desarrollo Social desde octubre de 2014 hasta julio de 2015, cuando se convirtió en investigadora asociada principal.En 2016 fue miembro del Panel Asesor del Informe sobre Desarrollo Humano 2016.
En 2019 asumió como directora ejecutiva de la Iniciativa Global para los Derechos Económicos, Sociales y Culturales (GI-ESCR).
Desde marzo de 2020, es miembro del Panel de Alto Nivel de las Naciones Unidas sobre Responsabilidad Financiera Internacional, Transparencia e Integridad para Lograr la Agenda 2030 (FACTI).
Es miembro de varios consejos directivos, como el Instituto para la Gobernanza de los Recursos Naturales (NRGI, por sus siglas en inglés) y la Asamblea Internacional de Oxfam.
Ha sido autora de diversos informes presentados al Consejo de Derechos Humanos y a la Asamblea General de las Naciones Unidas. Los informes temáticos se centraron en temas críticos sobre derechos e inclusión: la lucha contra la desigualdad a través de políticas fiscales (A/HRC/26/28, 22 de mayo y 21 de julio de 2014); el trabajo de cuidados no remunerado de las mujeres (A/68/293, 9 de agosto de 2013); la participación de las personas que viven en la pobreza en las decisiones que afectan a sus vidas (A/HRC/23/36, 11 de marzo de 2013); el acceso de los pobres a la justicia (A/67/278, 9 de agosto de 2012); la criminalización de las personas que viven en la pobreza (A/66/265, 4 de agosto de 2011); el enfoque basado en los derechos humanos para la recuperación de las crisis económicas y financieras mundiales (A/HRC/17/34, 17 de marzo de 2011); y la protección social de las personas mayores (A/HRC/14/31, 31 de marzo de 2010).
Ha sido consultora para varias organizaciones internacionales, incluidas ONU Mujeres, el Grupo del Banco Mundial, ACNUR, Unicef, la OIT y la Oficina del Alto Comisionado para los Derechos Humanos (ACNUDH).

### Vida personal
Está casada y tiene un hijo.Reside en Ginebra, Suiza.

## Distinciones
- En 2015 fue reconocida por Global Tax 50 entre las personas y organizaciones con el mayor impacto fiscal en el mundo.[28]
- En 2024 ha sido reconocida por la organización International Gender Champions por su labor en temas de género.[29]

## Publicaciones

### Artículos
- Para reforzar la resiliencia de las mujeres ante las catástrofes, México Social, 9 de marzo de 2023.
- Gravar las superganancias para ganar la batalla de la inflación y defender los derechos humanos, El País, 11 de diciembre de 2022.
- Impuestos a los ricos para una sociedad más solidaria y feminista, El País, 7 de marzo de 2021.
- Las mujeres y las niñas no deben pagar la factura de la pandemia, El Universo, 6 de diciembre de 2020.
- Proteger la privacidad de los datos es protección social, Project Syndicate, 16 de abril de 2019.
- Il n’y a pas d’égalité des sexes sans justice fiscale, Le Temps, 22 de abril de 2019.
- La desigualdad económica y los impuestos son cuestiones feministas, Página/12, 9 de marzo de 2019.
- La injusticia social tiene rostro de mujer, El Tiempo, 8 de marzo de 2018.
- Tax Avoidance by Corporations Is Out of Control. The United Nations Must Step In, The Guardian, 3 de septiembre de 2015. Co-autoría con José Antonio Ocampo.
- El imperativo de atender a las tareas de cuidado, El País, 3 de marzo de 2014. Co-autoría con John Hendra.
- Los Principios Rectores sobre la extrema pobreza y los derechos humanos, Oficina del Alto Comisionado de las Naciones Unidas para los Derechos Humanos, 18 de julio de 2012.

### Libros
- De la retórica a la práctica: el enfoque de derechos en la protección social en América Latina, CEPAL, marzo de 2014.
- From Undeserving Poor to Rights Holder: A Human Rights Perspective on Social Protection Systems, Development Pathways, Working Paper No. 1, febrero de 2014.
- Access to Justice for Persons Living in Poverty: A Human Rights Approach, Ministerio de Relaciones Exteriores de Finlandia, “Elements for Discussion Series”, Erweko Oy, 2014. Co-autoría con Kate Donald.
- The Human Rights Approach to Social Protection, Ministry for Foreign Affairs of Finland, “Elements for Discussion Series”, Erweko Oy, 2012. Co-autoría con Carly Nyst.
- Human Rights Reference Handbook, University for Peace and Icelandic Human Rights Center, Fourth revised edition, Reykjavik, 2009. Co-autoría con Theo van Banning, Guðrún Guðmundsdóttir, Christine Chamoun y Willem van Genugten.
- Corruption and Human Rights: Making the Connection, International Council on Human Rights Policy, Ginebra, 2009.
- Human Rights and Refugee Protection. Self-Study Manual, Alto Comisionado de las Naciones Unidas para los Refugiados, Ginebra, 2006.
- Universal and Regional Human Rights Protection: Cases and Commentaries, University for Peace, Costa Rica, 2004. Co-autoría con Theo van Banning, Guðrún Guðmundsdóttir y Christine Chamoun.
- The Nature of the Obligations under the International Covenant on Economic, Social and Cultural Rights, Hart/Intersentia, Antwerp, 2003.